# Дрожь земли 2: Повторный удар
«Дрожь земли 2: Повторный удар» (англ. Tremors 2: Aftershocks) — американский фильм ужасов с элементами «чёрной комедии», продолжение фильма «Дрожь земли».
В этом фильме персонаж Эрла Бассетта, вернувшийся из первого фильма, нанимается для борьбы с подземным грабоидным заражением на мексиканском нефтяном месторождении. Режиссёром фильма выступил С. С. Уилсон, а в главных ролях снялись Фред Уорд, Кристофер Гартин, Майкл Гросс и Хелен Шейвер.
Потратив все призовые деньги за свою первую встречу с грабоидами, Эрл Бассетт соглашается поохотиться на других смертоносных существ на мексиканском нефтеперерабатывающем заводе за 50000 долларов за каждого. Зная, что он не может противостоять монстрам в одиночку, Эрл нанимает Берта Гаммера, ещё одного ветерана инцидента в Неваде, для обеспечения огневой мощи. Есть только одна проблема: грабоиды теперь превратились в существ, способных атаковать над землей.
Отзывы о фильме были, в основном, положительными, а некоторые критики назвали его одним из лучших сиквелов для ТВ и DVD, когда-либо снятых. Он имеет рейтинг 50% на Rotten Tomatoes, основанный на отзывах 8 критиков.
Фильм является вторым во франшизе. За ним последовал триквел 2001 года «Дрожь земли 3».

## Сюжет
В начальной сцене грабоид съедает рабочего, который пытался убежать от него по бочкам.
Спустя несколько лет после столкновения с монстрами, терроризировавшими городок в пустыне, Эрл прославился и купил ферму по разведению страусов. Вскоре его находят представители мексиканской нефтяной компании и просят его о помощи, так как в скважинах завелись подземные черви-людоеды. Вместе со своим новым помощником Грэйди Эрл едет в Мексику. Хотя им удаётся успешно справляться с червями и уничтожать их одного за другим, но тварей там оказывается гораздо больше, чем предполагалось. Поэтому Эрл привлекает к делу своего старого друга Берта Гаммера. Все идёт успешно, пока Грэйди и Эрл не натыкаются на странно ведущего себя грабоида, который разбивает пикап Эрла. Они вызывают инженера Педро и ждут. Вечером они видят, что грабоид мёртв, а его живот разорван, как будто «кто-то вылез из него». После этого они замечают стоящую машину Педро и добираются до неё. Но Педро оказывается съеден кем-то, а машина сломанной. Эрл и Грэйди идут на вышку, а Берт тем временем едет на базу. Но оказывается, что радиовышка вся раскурочена вместе с рядом стоящей машиной, которая ещё на ходу. Грэйди и Эрл видят и убивают шрайкера (крикуна, шрикера) — новую и вторую стадию грабоида. Тем временем шрайкеры убивают Хулио, а Кейт запирается на базе. Туда же подтягиваются и главные герои, которые убивают двух шрайкеров, но один из них перед смертью портит машину с радиовышки. На базу приезжает Берт, на которого, как оказывается, напало целое стадо шрайкеров. Но он отбился от них и даже привёз одного из них живым. Оказывается, что они умеют размножаться, если что-нибудь съедят. Но к грузовику Берта, который он загнал в гараж, прицепился шрайкер и, съев паёк Берта, размножился до нескольких штук. Берт, Грейди, Эрл и Кейт выбегают из помещения, но на них нападают шрайкеры, которые видят благодаря тепловому излучению. Используя хитрость, они прячутся в недостроенном доме и начинают пробираться к машине Хулио. Берт убивает стоящего на их пути шрайкера из крупнокалиберной винтовки, но случайно простреливает двигатель машины. Шрайкеры загоняют Берта в ковш бульдозера, Грэйди прячется на небольшой вышке, а Кейт и Эрл прячутся в небольшом домике. Берт заманивает оставшихся шрайкеров на склад и закрывает их там, но выжившие сразу же понимают, что, помимо грузовика Берта, там находится и огромное количество провианта. Шрайкеров становится очень много. Эрла окатывают из огнетушителя, и он пробирается в гараж, чтобы взять бризантной взрывчатки, которая находится в грузовике. Но действие холода заканчивается, и Эрл запускает таймер к двум тоннам взрывчатки. Выжившие успевают убежать на безопасное расстояние, после чего происходит взрыв, уничтожающий всех шрайкеров. Эрл намекает Кейт на будущие отношения.

## В ролях
| Актёр             | Персонаж                   | Характеристика |
| ----------------- | -------------------------- | --- |
| Фред Уорд         | Эрл Бассетт                | Занимался разведением страусов, жил в доме на колёсах. Присутствовал в первом фильме. |
| Кристофер Гартин  | Грэйди Гувер               | Помощник Эрла. Ранее работал водителем. |
| Хелен Шейвер      | Кейт Райлли                | Геолог, доктор наук и бывшaя модель Playboy. После эвакуации работников компании осталась исследовать грабоидов.                                                                                                |
| Майкл Гросс       | Берт Гаммер                | Специалист по выживанию в военных условиях. Брошен женой после развала СССР. Также появляется в первом, третьем, пятом, шестом и седьмом фильмах. (В четвёртом фильме присутствует прадед Берта Хайрем Гаммер). |
| Марчело Туберт    | Сеньор Ортега              | Руководитель нефтедобывающей компании Petromaya. |
| Марко Эрнандес    | Хулио                      | Помощник Шейвер. Сейсмолог. Убит шрайкерами. |
| Хосе Росарио      | Педро                      | Главный инженер Petromaya. Убит шрайкерами. |
| Томас Розалес мл. | Рабочий из начальной сцены | Съеден грабоидом в начальной сцене. |